# Tercera divisió espanyola de futbol 1933-1934
Resultats de la Temporada 1933-1934 de la Tercera divisió espanyola de futbol.

## Grup IV

### Classificació
|    |                 |               | Punts | J | G | E | P | GF | GC | DG |
| -- | --------------- | ------------- | ----- | - | - | - | - | -- | -- | -- |
| 1. | Blanc-i-vermell | FC Girona     | 9     | 6 | 3 | 3 | 0 | 20 | 6  | 14 |
| 2. | Verd-i-blanc    | CE Júpiter    | 8     | 6 | 3 | 2 | 1 | 13 | 4  | 9  |
| 3. | Blanc-i-blau    | Granollers SC | 4     | 6 | 2 | 0 | 4 | 10 | 18 | 8  |
| 4. | Badalona        | FC Badalona   | 3     | 6 | 1 | 1 | 4 | 9  | 24 | 15 |
|    |                 |               |       |   |   |   |   |    |    |    |

### Resultats
| 1 · jornada · 4  |                  |                  |                  |
| 26 novembre 1933 | 26 novembre 1933 | 17 desembre 1933 | 17 desembre 1933 |
| 5-2              | Granollers       | Badalona         | 1-3              |
| 1-1              | Júpiter          | Girona           | 0-0              |
| 2 · jornada · 5  |                  |                  |                  |
| 3 desembre 1933  | 3 desembre 1933  | 24 desembre 1933 | 24 desembre 1933 |
| 6-1              | Júpiter          | Badalona         | 4-0              |
| 7-1              | Girona           | Granollers       | 4-1              |
| 3 · jornada · 6  |                  |                  |                  |
| 10 desembre 1933 | 10 desembre 1933 | 31 desembre 1933 | 31 desembre 1933 |
| 3-3              | Badalona         | Girona           | 0-5              |
| 2-0              | Granollers       | Júpiter          | 0-2              |

## Promoció a Segona Divisió
| Quarts de final |            |                |     |
|                 |            |                |     |
| 3-3             | Júpiter    | AD Ferroviaria | 2-1 |
| 1-1             | Alacant CF | Girona         | 1-2 |

| Semifinals |               |               |     |
|            |               |               |     |
| NP         | Sporting Vigo | Júpiter       | NP  |
| 2-2        | Girona        | Recr. Granada | 0-2 |

El Júpiter no es presenta per problemes de cobrament dels seus jugadors.